# Coquihalla Range
Die Coquihalla Range ist eine informelle Bezeichnung für eine Bergkette in der kanadischen Provinz British Columbia, die zwischen dem Coquihalla River und dem Fraser Canyon liegt. Sie ist Teil der Canadian Cascades, welche wiederum offiziell als Cascade Mountains bezeichnet werden und den nördlichsten Teil der Kaskadenkette bilden, welche sich bis ins nördliche Kalifornien erstreckt. Weitere Teilketten der Canadian Cascades sind die Skagit Range, die Hozameen Range und die Okanagan Range.